# زلاقة (لعب)

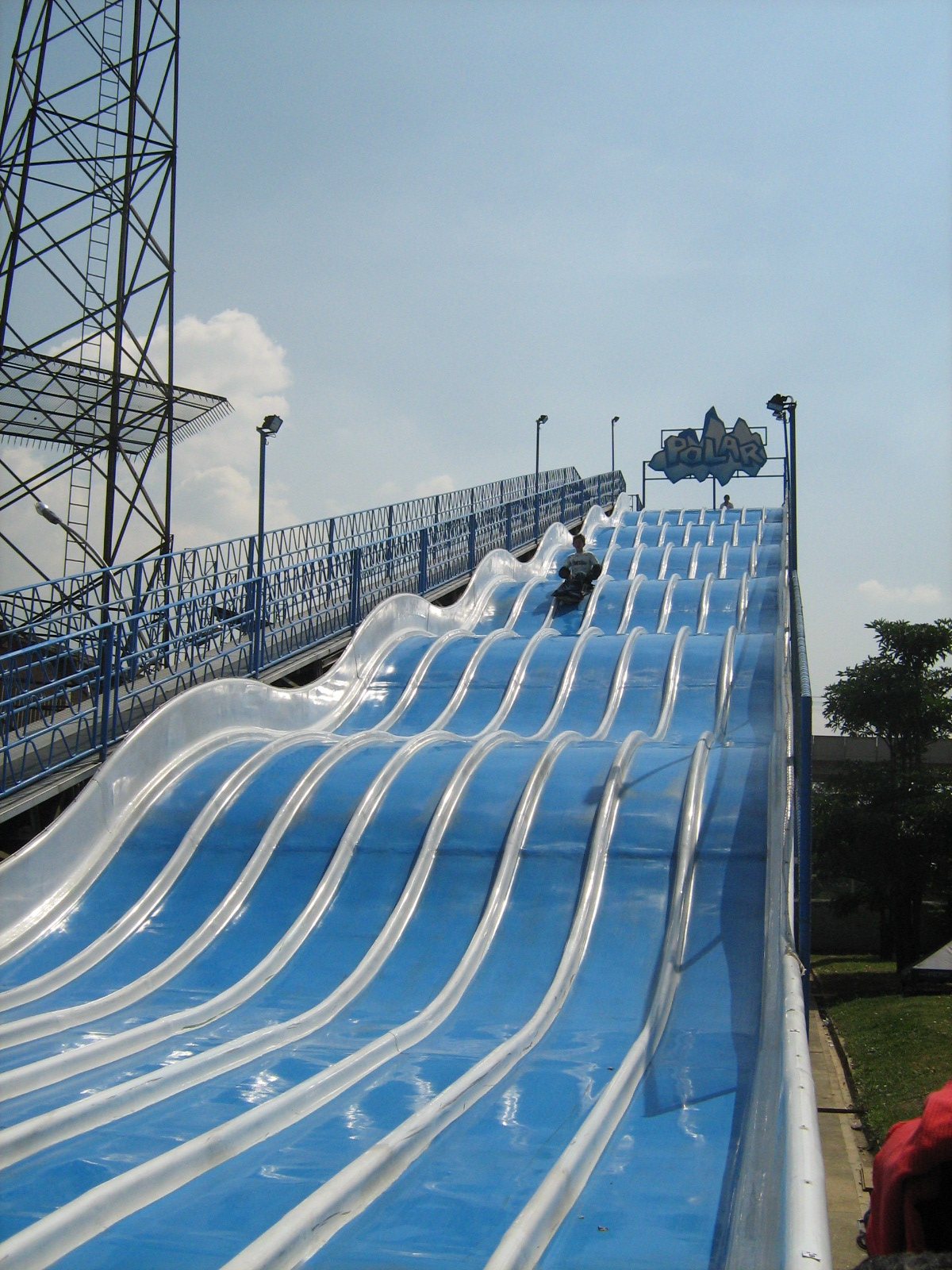
لعبة متعددة الزلاقات في إحدى المنتزهات

الزَلَّاقَة أو الزحليقة (في مصر، ج زحاليق) أو الزحلوقة أو المزحلقة أو الزحليطة أو السحسيلة (ج سحاسيل)، ولها أسماء مختلفة في الدول العربية موجودة في الحدائق العامة والمدارس والملاعب والساحات الخلفية للمنازل. الزلاقة قد تكون مسطحة، أو نصف أسطوانية أو أنبوبية لمنع السقوط. عادة ما تكون الزلاقات مصنوعة من البلاستيك أو المعدن ولها سطح أملس مهيأ للتزحلق.
المستخدم، وعادة للطفل، يصعد إلى أعلى الزلاقة عن طريق السلم أو الدرج وتجلس على قمة الزلاقة.

## اقرأ أيضا
- الأرجوحة
- الأفعوانية
- لعبة التوازن